# 讀賣電視製作週六晚5點30分動畫
本項介绍2013年4月6日起每周六17:30至18:00（JST）在日本电视台（NNS成员局29个电视台中的28个）播出的电视动画作品列表。

## 作品列表

### 2010年代
- 宇宙兄弟（2013年4月6日－2014年3月22日）
- 金田一少年之事件簿R（2014年4月5日－9月27日）
- 魔术快斗（2014年10月4日－2015年3月28日）
- 電波教師（2015年4月4日－9月26日）
- 金田一少年之事件簿R2（2015年10月3日－2016年3月26日）
- 逆转裁判（2016年4月2日－9月24日）
- 救難小英雄24（2016年10月1日－2017年3月18日）
- 我的英雄學院2（2017年3月25日－9月30日）
- 救難小英雄24 逆襲的三惡人（2017年10月7日－2018年3月24日）
- 我的英雄學院3（2018年4月7日－9月29日）
- 逆转裁判2（2018年10月6日－2019年3月30日）
- MIX（2019年4月6日－9月28日）
- 我的英雄學院4（2019年10月12日－2020年4月4日）

### 2020年代
- 喷嚏大魔王2020（2020年4月11日－9月26日）
- 半妖的夜叉姬（2020年10月3日－2021年3月20日）
- 我的英雄學院5（2021年3月27日－9月25日）
- 半妖的夜叉姬2（2021年10月2日－2022年3月26日）
- Love All Play（2022年4月2日－9月24日）
- 我的英雄學院6（2022年10月1日－2023年3月25日）
- MIX2（2023年4月1日－9月23日）
- 烈焰先鋒 救國的橘衣消防員（2023年9月30日－2024年3月23日）
- 我的英雄學院7（2024年5月4日－10月12日）
- 青之壬生浪（2024年10月19日－2025年3月）
- 真・武士傳YAIBA（2025年4月5日 - 9月）
- 我的英雄學院8（2025年10月4日 -）

## 外部鏈接
- 读卖电视台动画室 （页面存档备份，存于）